# Oldsmobile 88
Der Oldsmobile 88 (auch Oldsmobile Eighty-Eight) war ein Auto, das von 1949 bis 1999 von Oldsmobile, einer Marke von General Motors, gebaut wurde. Zunächst stellte der 88 das mittlere Modell der Marke dar, von 1951 bis 1960 fungierte er als Einstiegsmodell. Nachdem Oldsmobile auch kleinere Wagen baute, nahm der 88 seine Stelle etwas oberhalb der Mitte der Modellpalette ein.
In dieser Zeit wurden 88-Modelle mit verschiedenen Beinamen versehen, die bisweilen bekannter waren als die Modellbezeichnung 88. 1957 gab es den Golden Rocket, von 1958 bis 1966 den Dynamic, von 1964 bis 1966 den Jetstar, von 1966 bis 1988 den Delta, 1967 und 1968 den Delmont und von 1989 bis 1999 den Royale. Mehr als ein bloßer Beiname war die Bezeichnung Super 88. Von 1951 bis 1964 bezeichnete sie eine eigene Baureihe, die – versehen mit einem größeren Motor – zwischen dem normalen 88 und dem Spitzenmodell 98 rangierte.
Ursprünglich bezeichnete die erste „8“ die Wagengröße und die zweite „8“ die Zylinderzahl (vgl. hier), ab 1977 wurden im 88 aber auch Sechszylindermotoren angeboten.

## Von Jahr zu Jahr

### 1949–1953
1949 entstand der 88 als Kombination der Karosserien der Serie 70 mit dem neuen V8-Motor des Modells 98. Die 4977 cm³ große Maschine leistete 135 bhp (101 kW) bei 3600 min−1.
1950 kam ein Hardtop-Coupé namens Holiday dazu und die Serie erhielt eine durchgehende anstatt einer geteilten Windschutzscheibe. 1951 kam der Super 88 als mittleres Modell heraus und der 88 war als Einstiegsmodell Deluxe nur noch als 2- oder 4-türige Limousine erhältlich. 1952 stieg die Motorleistung auf 145 bhp (108 kW), 1953 auf 150 bhp (112 kW). Die Karosserien veränderten sich nur wenig, lediglich die kleinen runden Rückleuchten standen immer mehr nach oben aus den Kotflügeln heraus und leiteten so allmählich zur Ära der Heckflossen über.
Die Musiker Jackie Brenston und Ike Turner setzten dem Fahrzeug 1951 mit ihrem RnB-Song Rocket "88", den einige Musikhistoriker als frühesten Rock-’n’-Roll-Song der Welt sehen, ein musikalisches Denkmal.

### 1954–1960

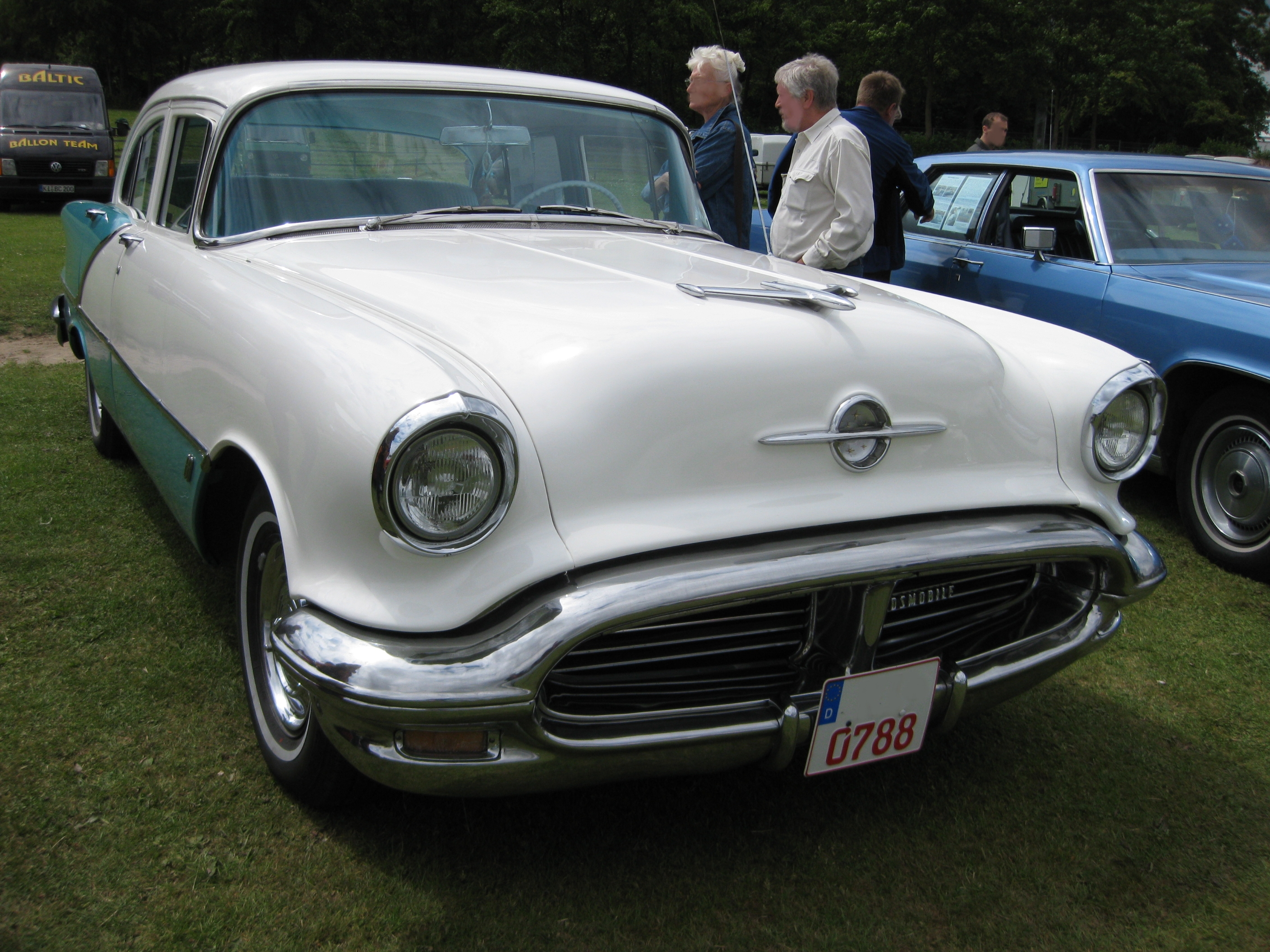
Oldsmobile 88 Limousine (1956)

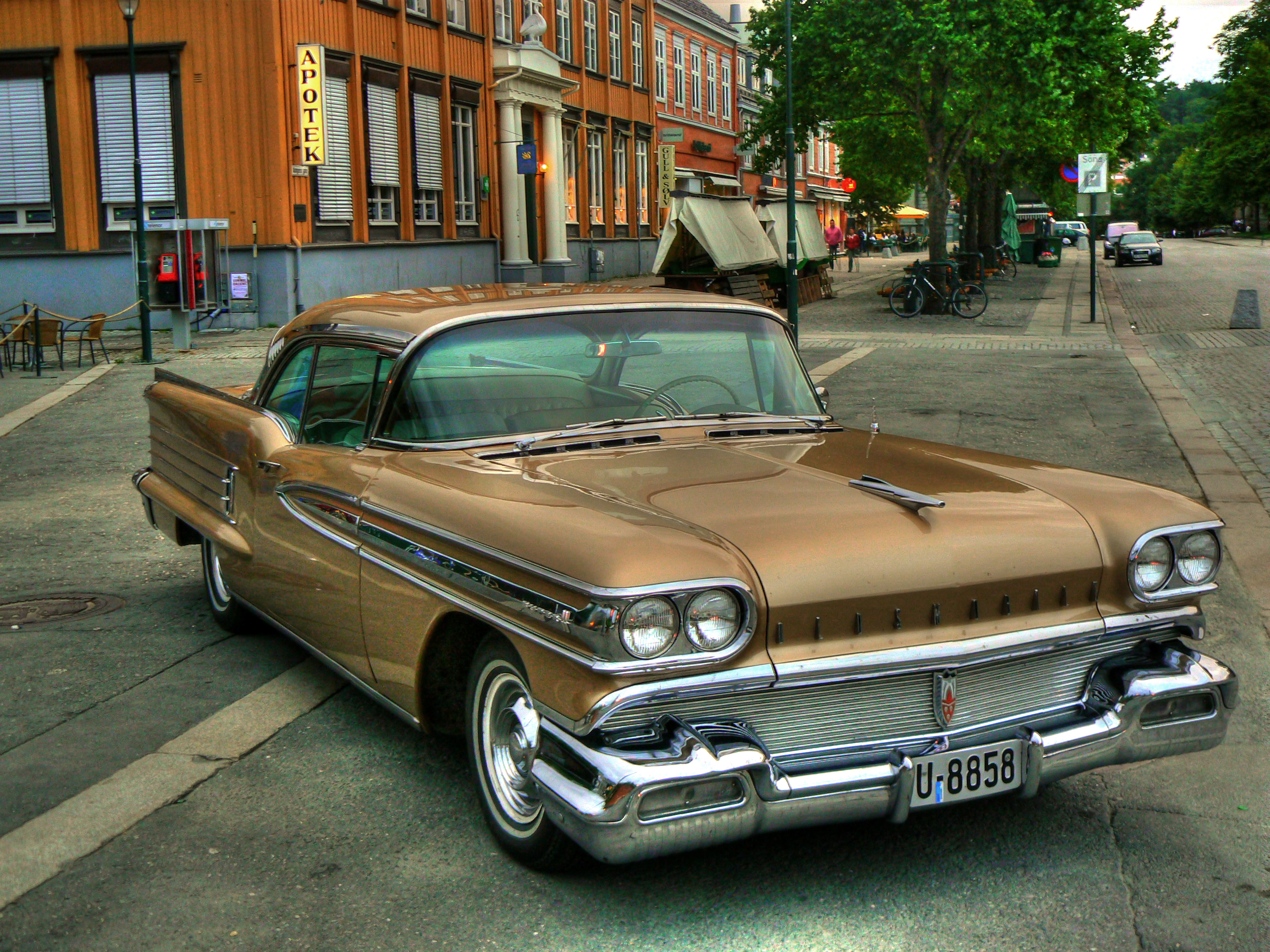
Oldsmobile Super 88 (1958)

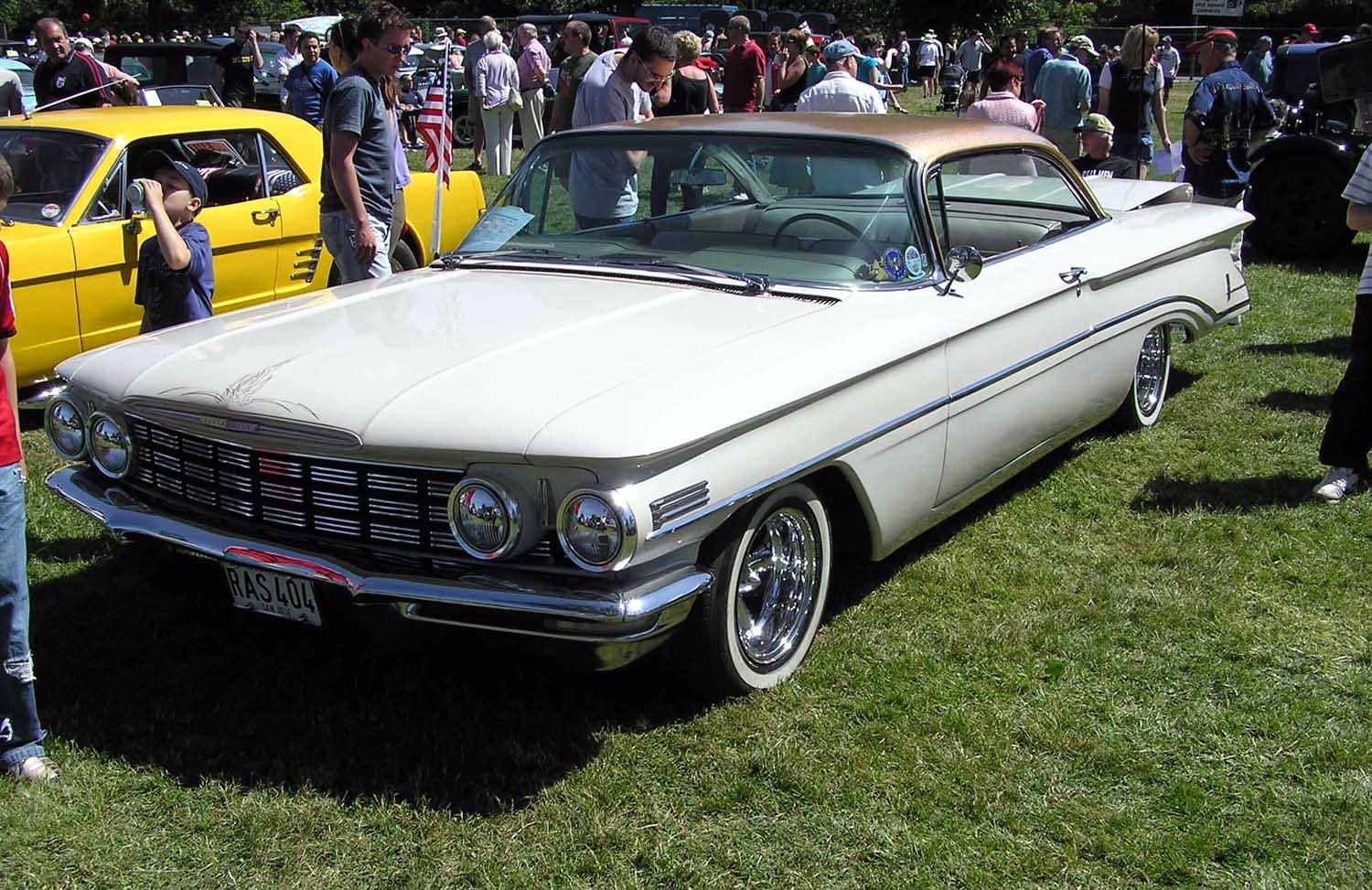
Oldsmobile Dynamic Rocket 88 Pillarless Coupé (1960)

1954 wartete der 88 mit einer neuen, flacheren Karosserie mit kleinen Heckflossen auf. Die vorderen Stoßfängerhörner hatten die Form von Raketen angenommen. Front- und Heckscheiben waren als Panoramascheiben ausgeführt. Die Bezeichnung Deluxe war wieder weggefallen. Der V8-Motor war auf 5309 cm³ vergrößert worden und leistete 170 bhp (127 kW) bei 4000 min−1. Als dritte Karosserievariante kam das Holiday-Hardtop-Coupé wieder. 1955 wanderte nur der vordere Stoßfänger etwas höher und gab den Wagen so ein moderneres Aussehen. Die Motorleistung stieg auf 185 bhp (138 kW) und als vierte Variante kam eine 4-türige Hardtop-Limousine dazu, die ebenfalls den Namen Holiday trug. 1956 mutierte der Kühlergrill zum Haifischmaul mit mittlerer senkrechter Chromstrebe. Die Motorleistung stieg erneut auf 230 bhp (172 kW) bei 4400 min−1.
1957 wurde das Haifischmaul im vorderen Stoßfänger etwas kleiner, die mittlere Chromstrebe fiel weg und die Heckflossen traten deutlicher hervor. Die Baureihe 88 führte nun wegen des bevorstehenden 50. Geburtstages der Marke den Beinamen Golden Rocket und wartete mit einem wesentlich vergrößerten Motor auf. Aus 6080 cm³ Hubraum schöpfte er 277 bhp (207 kW) bei 4400 min−1, und damit genauso viel wie der Super 88 und der 98. Die Baureihe wurde um ein 2-türiges Cabriolet und das Kombi-Modell „Fiesta“ erweitert; der erste der Marke seit 1951. Es gab ihn als 5-türige Ausführung mit und ohne B-Säule („Hardtop Station Wagon“). Die Zusatzbezeichnung „Fiesta“ hielt sich bis 1960. 1958 erhielt die Baureihe den Beinamen Dynamic, ein breiter Kühlergrill mit aufgedoppelten Stoßfängern und Doppelscheinwerfern zierten die Front. Die hinteren Kotflügel waren an den Seiten mit jeweils drei verchromten Zierleisten versehen, was ihnen ein waschbrettartiges Aussehen verlieh. Die Motorleistung sank leicht auf 265 bhp (198 kW) bei 4400 min−1. Damit war der Abstand zu den größeren Modellen, deren Motorleistung in diesem Jahr noch stieg, wiederhergestellt.
1959 wurde das Styling der Oldsmobile-Wagen wieder komplett überarbeitet. Die Heckflossen erreichten ihre größte Ausprägung und vorne trugen die Fahrzeuge einen breiten Kühlergrill mit weit auseinanderstehenden Doppelscheinwerfern, zwischen denen Positionsleuchten angeordnet waren. In der Mitte war die Motorhaube etwas abgesenkt. Nachdem die größeren Modelle einen größeren und stärkeren Motor bekommen hatten, durfte die Motorleistung des Dynamic-88 leicht auf 270 bhp (201 kW) bei 4600 min−1 steigen. Der Hardtop-Kombi wurde nicht mehr angeboten. 1960 wurden die Heckflossen wieder kleiner und die Doppelscheinwerfer rückten näher zusammen. Zusätzlich gab es ein Kombi-Modell mit 7 Sitzen. Die Motorleistung sank deutlich auf 240 bhp (179 kW).

### 1961–1970

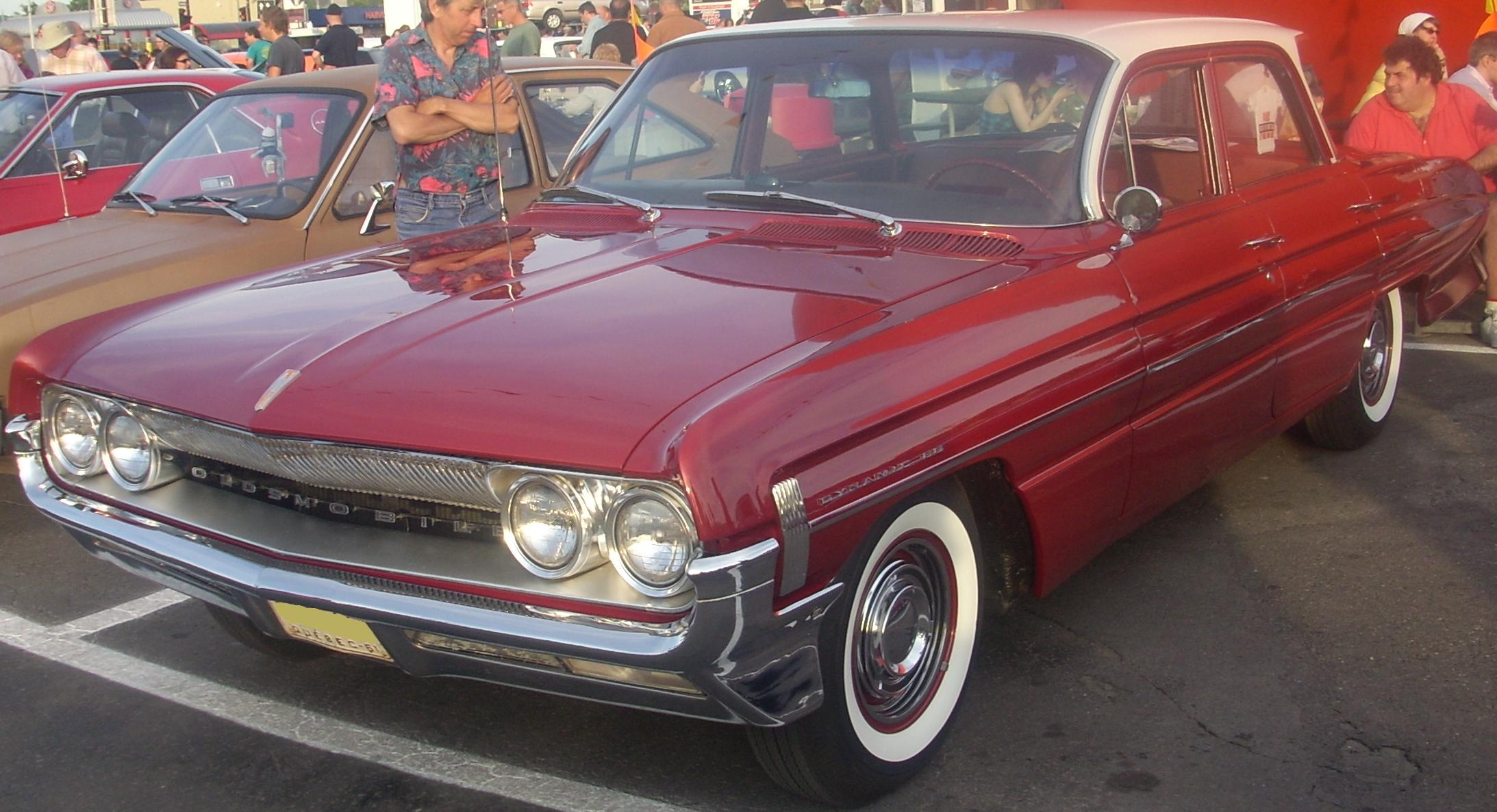
Oldsmobile Dynamic 88 (1961)

Der Oldsmobile Dynamic 88 des Modelljahres 1961 hatte keine Heckflossen mehr, sondern einen spitz zulaufenden Heckabschluss. Auch die Panoramascheiben waren verschwunden. Die runden Doppelscheinwerfer begrenzten den breiten Kühlergrill, in dessen unterem Drittel das Wort „Oldsmobile“ zu lesen stand. Diese Szenerie wurde vom glatten vorderen Stoßfänger und der Motorhaube umrahmt. Es gab einen neuen V8-Motor mit 6457 cm³ Hubraum und 280 bhp (209 kW) bei 4400 min−1. 1962 gab es einen einfacheren Kühlergrill und die 2-türige Limousine wurde eingestellt. 1963 wurde der Kühlergrill konturiert, sodass die Mittellinie und die Kotflügelenden etwas hervortraten, während die Doppelscheinwerfer tiefer im Kühlergrill saßen. Die runden Heckleuchten wichen schmalen, senkrecht stehenden Exemplaren. 1964 sah man kaum Veränderungen. Dem Dynamic-88 wurde ein Einstiegsmodell namens Jetstar zur Seite gestellt, das einen kleineren V8-Motor mit nur 5407 cm³ Hubraum und einer Leistung von 245 bhp (183 kW) bei 4600 min−1 besaß. Dieses Fahrzeug gab es als Hardtop-Coupé und Cabriolet mit jeweils 2 Türen sowie als Limousine und Hardtop-Limousine mit jeweils 4 Türen.

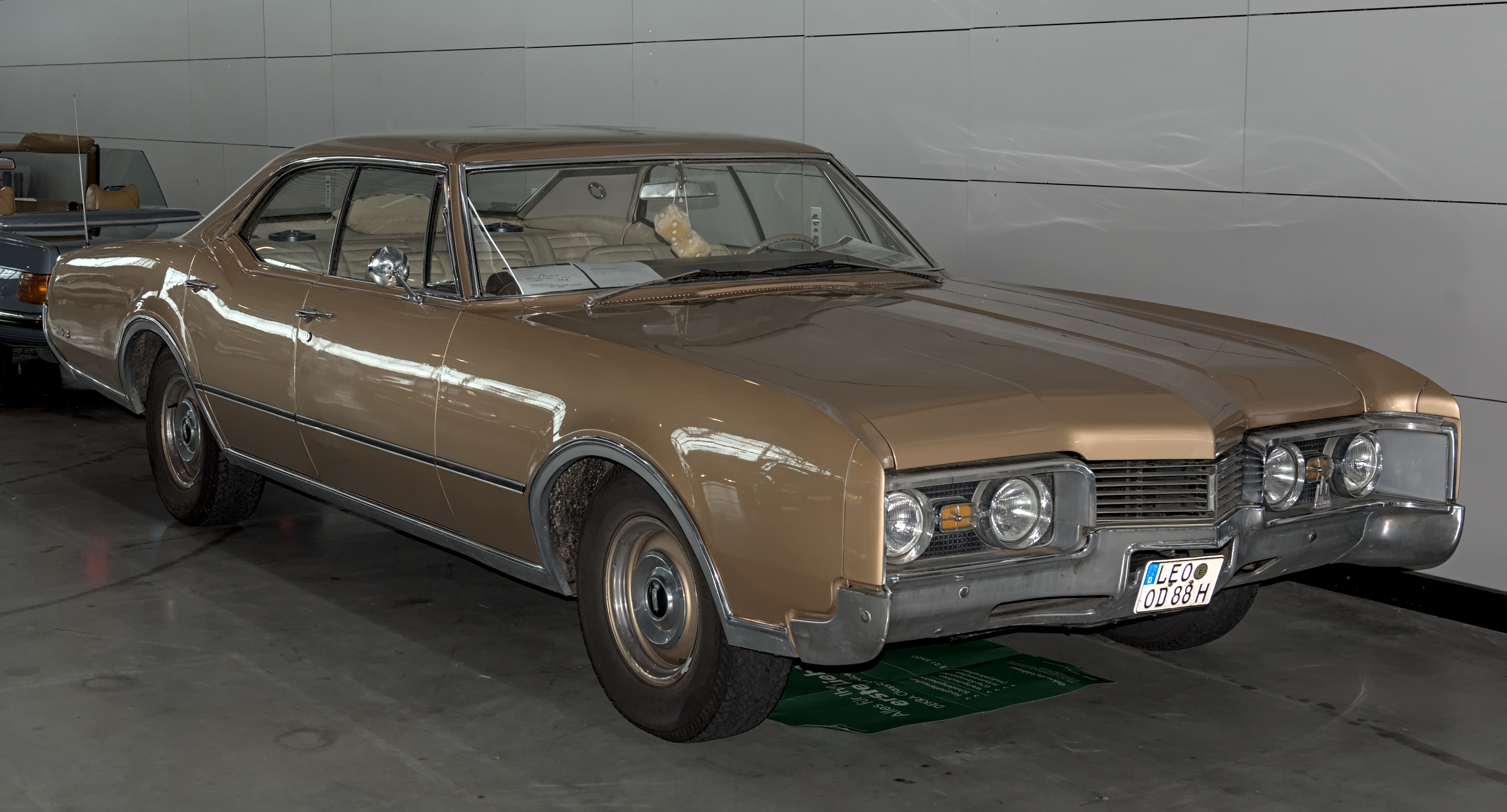
Oldsmobile 88 (1967)

1965 erhielt der Kühlergrill eine „Knochenform“ (zwischen den Doppelscheinwerfern war er etwas niedriger) und über den hinteren Radausschnitten war ein „Hüftschwung“ zu sehen. Der Dynamic-88 erhielt einen größeren Motor mit 6965 cm³ Hubraum und einer Leistung von 300 bhp (224 kW) bei 4400 min−1. Die Kombimodelle wurden nicht mehr angeboten, dafür gab es eine Subserie namens Dynamic Delta. Der Motor des Jetstar 88 legte auf 260 bhp (194 kW) zu. 1966 war die Front noch etwas mehr konturiert und die Motorleistung der Modelle Dynamic-88 und Delta-88 (jetzt eine eigene Serie) stieg auf 310 bhp (231 kW). Den Jetstar-88 gab es nicht mehr als Cabriolet. 1967 zeigte der Kühlergrill einen stark hervortretenden, sehr niedrigen Mittelteil und die Doppelscheinwerfer verschwanden noch tiefer in ihren Höhlen. Der Jetstar 88 wurde zum Delmont 88-330, der Dynamic-88 zum Delmont 88-425. Bei letzterem sank die Leistung wieder auf 300 bhp (224 kW). Beim Delta 88 waren neben der Standard-Version die Hardtop-Modelle auch als Custom erhältlich.
1968 wurde die Konturierung des Kühlergrill so verstärkt, dass sich eine regelrechte V-Form ergab. Der Kühlergrill erstreckte sich beiderseits dieser lackierten Nase. Der Delmont 88-330 wandelte sich zum Delmont 88 und erhielt einen größeren Motor mit 5735 cm³ Hubraum und 250 bhp (186 kW) bei 4400 min−1. Die Maschine des Delta 88 wuchs auf 7456 cm³ Hubraum und leistete wie ihr Vorgänger 310 bhp. In der Delta-Serie gab es nun kein Cabriolet mehr, dafür wieder in der Delmont-Serie. 1969 wurde der Radstand um 1″ auf 3150 mm vergrößert, das Styling und die Motorisierung blieben gleich. Allerdings wurde der Delmont 88 zur Verwirrung der Käufer in Delta 88 umbenannt, während der bisherige Delta-88 den Beinamen Custom erhielt. Das 2-türige Hardtop-Coupé gab es auch noch als besser ausgestatteten Royale. Auch 1970 gab es wenig Veränderungen, lediglich der große 7,5-Liter-Motor fiel weg, sodass alle Delta-88 mit dem unveränderten 5,7-Liter-„Small Block“ ausgestattet waren.

### 1971–1976

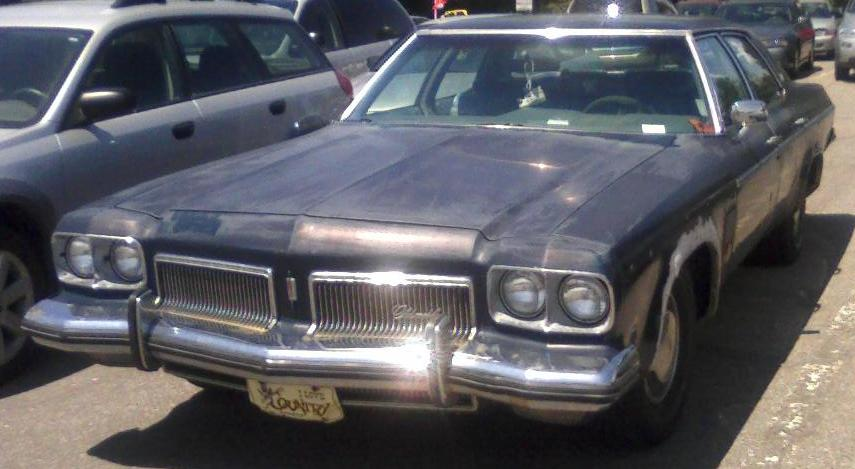
Oldsmobile Delta 88 Sedan (1973)

Der weggefallene Kombi wurde unter der Modellbezeichnung Oldsmobile Custom Cruiser angeboten. Hatte man bei der Motorisierung 1970 noch auf den „Big Block“-V8 mit 7,5 Litern Hubraum verzichtet, so tauchte der Motor aus dem Oldsmobile 98 für die besser ausgestatteten Custom- und Royale-Serien 1971 nochmals in der 280 bhp-(194 kW)-Variante als Basismotor auf. Die Käufer des normalen Delta 88 mussten sich mit dem bekannten „Small Block“ mit 5,7 Litern Hubraum begnügen, dessen Leistung auch noch auf 240 bhp (179 kW) bei 4200 min−1 gefallen war. In den Modelljahren 1972 bis 1975 blieb der Big Block wieder dem Modell 98 vorbehalten. Nach einer deutlichen Senkung der Motorleistung des 5,7 Liter-Aggregats auf 160 bhp (119 kW) für 1972 / 1973 legte diese 1974 / 1975 wieder auf 180 bhp (134 kW) zu, um in den Modelljahren 1975 / 1976 wieder auf 170 bhp (127 kW) zu fallen. Im Modelljahr 1976 war für alle Delta 88 auf Wunsch der „Big Block“ wieder erhältlich, allerdings mit einer unter der Wirkung der Ölkrise deutlich reduzierten Leistung von 190 bhp (142 kW) bei 3400 min−1.
Bei gleichbleibendem Radstand wurde in diesen Jahren der Delta-88, wie sein Schwestermodell 98, länger und schwerer als jemals zuvor. Entwicklungsziele waren Größe und Fahrkomfort, Energieeffizienz fand noch keine Berücksichtigung. Auch stilistisch änderte sich wenig. Zeigten sich die runden Doppelscheinwerfer schon 1971 in rechteckigen Rahmen, so wurden sie 1976 ganz durch rechteckige Exemplare ersetzt. Ansonsten kam es jedes Jahr zu den bekannten Änderungen des Kühlergrills: 1971 erstreckte er sich bis in die vorderen Stoßfänger, in den Folgejahren nahm seine Höhe wieder ab. Auch der langsam unmodern werdende Hüftschwung hielt sich beim Oldsmobile Delta-88 und beim Oldsmobile 98 durch all die Jahre. 1971 gab es neben dem normalen Delta 88 den besser ausgestatteten Custom und das Spitzenmodell Royale. Ab 1972 fiel der Custom weg.

### 1977–1985

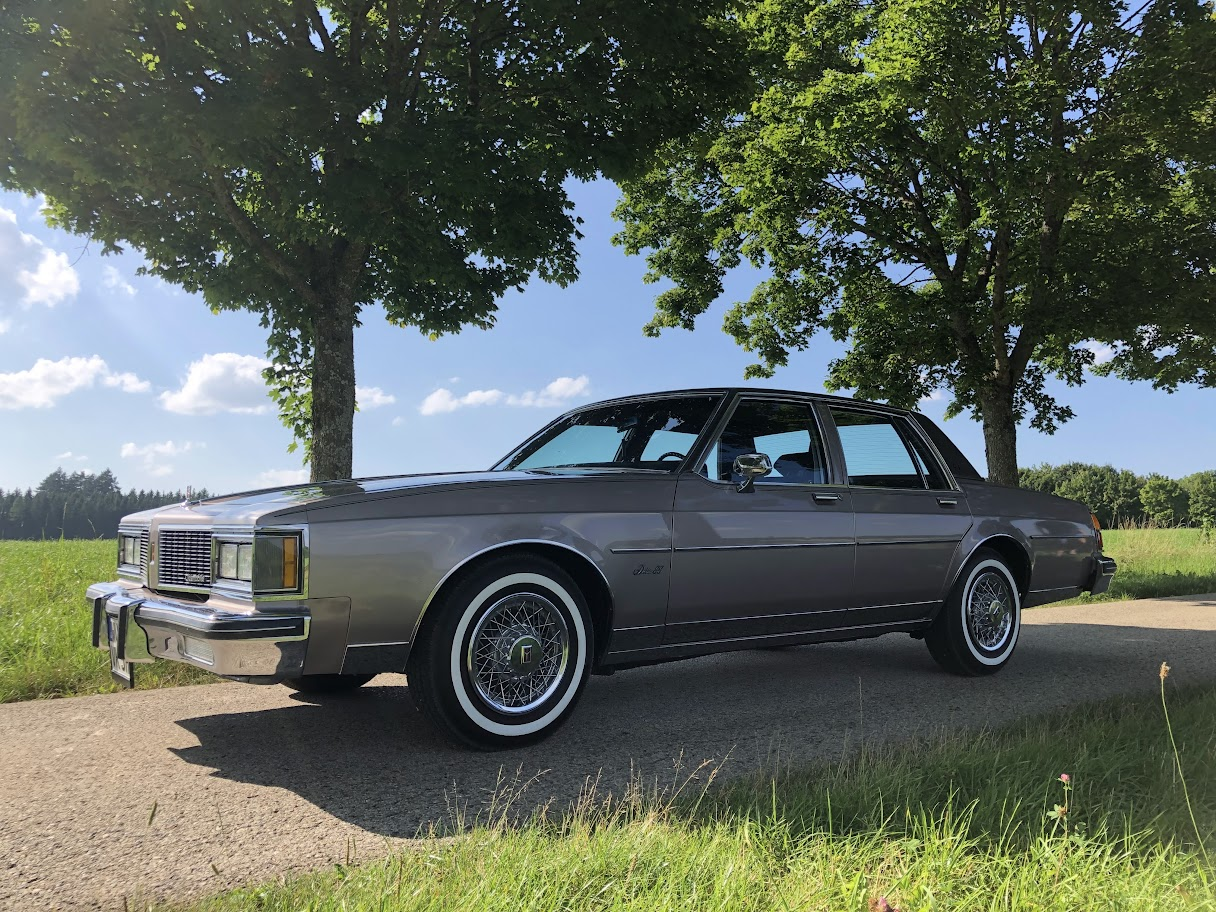
Oldsmobile Delta 88 Royal Limousine V8 (1984)

Wie auch das große Modell 98 erschien der Delta-88 im Modelljahr 1977 deutlich verkleinert, aber in einem Stil, der dem der Vorgänger ähnelte. Von all den Karosserieformen des „Full-Size“-Modells blieben nur ein 2-türiges Coupé und eine 4-türige Limousine übrig. Die Effizienz hatte deutlich zugenommen – das „downgesizte“ Modell hatte erstaunlicherweise mehr Innen- und Kofferraum als der einen halben Meter längere und eine halbe Tonne schwerere Vorgänger. Auch Geräusch- und Abrollkomfort wurden verbessert. Erstmals wurde beim 88 ein V6-Motor als Basis angeboten; zur Wahl standen daneben aber auch weiterhin drei verschiedene V8-Motoren. 1978 gab es wenig Veränderungen in Styling und Technik. 1979 verschwand der 6,6-Liter-Motor aus dem Angebot; dafür wurde der im Vorjahr erstmals beim 98 eingeführte Dieselmotor mit 5735 cm³ Hubraum und 125 bhp (93 kW) bei 3600 min−1 nun auch im Delta-88 angeboten (Details dazu siehe hier). Stilistische Veränderungen gegenüber dem Vorjahr beschränkten sich auf den Kühlergrill.
1980 stand aufgrund der sich abzeichnenden Verschärfung durch die von US-Präsident Jimmy Carter angekündigten Gesetze zur Einhaltung eines bestimmten Flottenverbrauchs (CAFE) ein Facelift an, die Linien wurden etwas klarer und formaler, da die Dachlinie im Ponton-Stil steiler war. Die vorderen Blinkleuchten wanderten unter den rechteckigen Scheinwerfern an die Stoßstange, gleichzeitig wurde die Motorhaube vorne abgesenkt um den Luftwiderstand zu verkleinern. Bis 1985 gab es nur kleine Änderungen an Styling und Motorenangebot. Ebenfalls ab 1980 gab es zusätzlich zum normalen Delta-88 und dem Royale noch ein Spitzenmodell namens Royale Brougham. Motormäßig war die gesetzlich verordnete Einsparung durch den Wegfall des 5,7-Liter-Rocket-V8 ab 1981 gekennzeichnet, während stattdessen ein ultraleiser 4,3-Liter-V8 die Kunden an kleinere Hubräume gewöhnen sollte. 1985 war der Delta 88 der größte Oldsmobile, weil der höher positionierte Ninety-Eight bereits den nächsten Schritt des Downsizing vollzogen hatte und abermals einen halben Meter kleiner geworden war. Ab 1986 wurde der fullsize-Delta 88 nicht mehr angeboten.
Zwischen 1981 und 1984 baute das amerikanische Unternehmen Stutz auf der Basis des Delta 88-Coupé etwa 100 Exemplare des Modells Stutz Blackhawk VIII; auf der Basis des Viertürers entstanden die Limousine Stutz IV Porte und Victoria. Fahrwerk, Grundstruktur und die technischen Komponenten des Oldsmobile wurden unverändert übernommen; allerdings erhielten die Fahrzeuge gänzlich eigenständige Karosserien, die in Italien bei der Carrozzeria Saturn hergestellt wurden.
| Modelljahr | Bauart      | Hubraum  | Leistung         | bei Drehzahl |
| ---------- | ----------- | -------- | ---------------- | ------------ |
| 1977       | V6 – Otto   | 3785 cm³ | 105 bhp (78 kW)  | 3400 min−1   |
| 1977       | V8 – Otto   | 4261 cm³ | 110 bhp (82 kW)  | 3400 min−1   |
| 1977       | V8 – Otto   | 5735 cm³ | 170 bhp (127 kW) | 3800 min−1   |
| 1977       | V8 – Otto   | 6603 cm³ | 185 bhp (138 kW) | 3600 min−1   |
| 1978       | V6 – Otto   | 3785 cm³ | 105 bhp (78 kW)  | 3400 min−1   |
| 1978       | V8 – Otto   | 4261 cm³ | 110 bhp (82 kW)  | 3400 min−1   |
| 1978       | V8 – Otto   | 5735 cm³ | 170 bhp (127 kW) | 3800 min−1   |
| 1978       | V8 – Otto   | 6603 cm³ | 185 bhp (138 kW) | 3600 min−1   |
| 1979       | V6 – Otto   | 3785 cm³ | 115 bhp (86 kW)  | 3800 min−1   |
| 1979       | V8 – Otto   | 4261 cm³ | 105 bhp (78 kW)  | 3800 min−1   |
| 1979       | V8 – Otto   | 4933 cm³ | 135 bhp (101 kW) | 3800 min−1   |
| 1979       | V8 – Otto   | 5735 cm³ | 160 bhp (119 kW) | 3800 min−1   |
| 1979       | V8 - Diesel | 5735 cm³ | 125 bhp (93 kW)  | 3200 min−1   |
| 1980       | V6 – Otto   | 3785 cm³ | 110 bhp (82 kW)  | 3800 min−1   |
| 1980       | V8 – Otto   | 4343 cm³ | 120 bhp (89 kW)  | 3600 min−1   |
| 1980       | V8 – Otto   | 5031 cm³ | 150 bhp (112 kW) | 3600 min−1   |
| 1980       | V8 – Otto   | 5735 cm³ | 160 bhp (119 kW) | 3800 min−1   |
| 1980       | V8 - Diesel | 5735 cm³ | 105 bhp (78 kW)  | 3200 min−1   |
| 1981       | V6 – Otto   | 3785 cm³ | 110 bhp (82 kW)  | 3800 min−1   |
| 1981       | V8 – Otto   | 4261 cm³ | 105 bhp (78 kW)  | 3600 min−1   |
| 1981       | V8 – Otto   | 5031 cm³ | 140 bhp (104 kW) | 3600 min−1   |
| 1981       | V8 - Diesel | 5735 cm³ | 105 bhp (78 kW)  | 3200 min−1   |
| 1982       | V6 – Otto   | 3785 cm³ | 110 bhp (82 kW)  | 3800 min−1   |
| 1982       | V8 – Otto   | 4261 cm³ | 100 bhp (75 kW)  | 3600 min−1   |
| 1982       | V8 – Otto   | 5031 cm³ | 140 bhp (104 kW) | 3600 min−1   |
| 1982       | V8 - Diesel | 5735 cm³ | 105 bhp (78 kW)  | 3200 min−1   |
| 1983       | V6 – Otto   | 3785 cm³ | 110 bhp (82 kW)  | 3800 min−1   |
| 1983       | V8 – Otto   | 5031 cm³ | 140 bhp (104 kW) | 3600 min−1   |
| 1983       | V8 - Diesel | 5735 cm³ | 105 bhp (78 kW)  | 3200 min−1   |
| 1984       | V6 – Otto   | 3785 cm³ | 110 bhp (82 kW)  | 3800 min−1   |
| 1984       | V8 – Otto   | 5031 cm³ | 140 bhp (104 kW) | 3600 min−1   |
| 1984       | V8 - Diesel | 5735 cm³ | 105 bhp (78 kW)  | 3200 min−1   |
| 1985       | V6 – Otto   | 3785 cm³ | 110 bhp (82 kW)  | 3800 min−1   |
| 1985       | V8 – Otto   | 5031 cm³ | 140 bhp (104 kW) | 3600 min−1   |
| 1985       | V8 - Diesel | 5735 cm³ | 105 bhp (78 kW)  | 3200 min−1   |

### 1986–1999

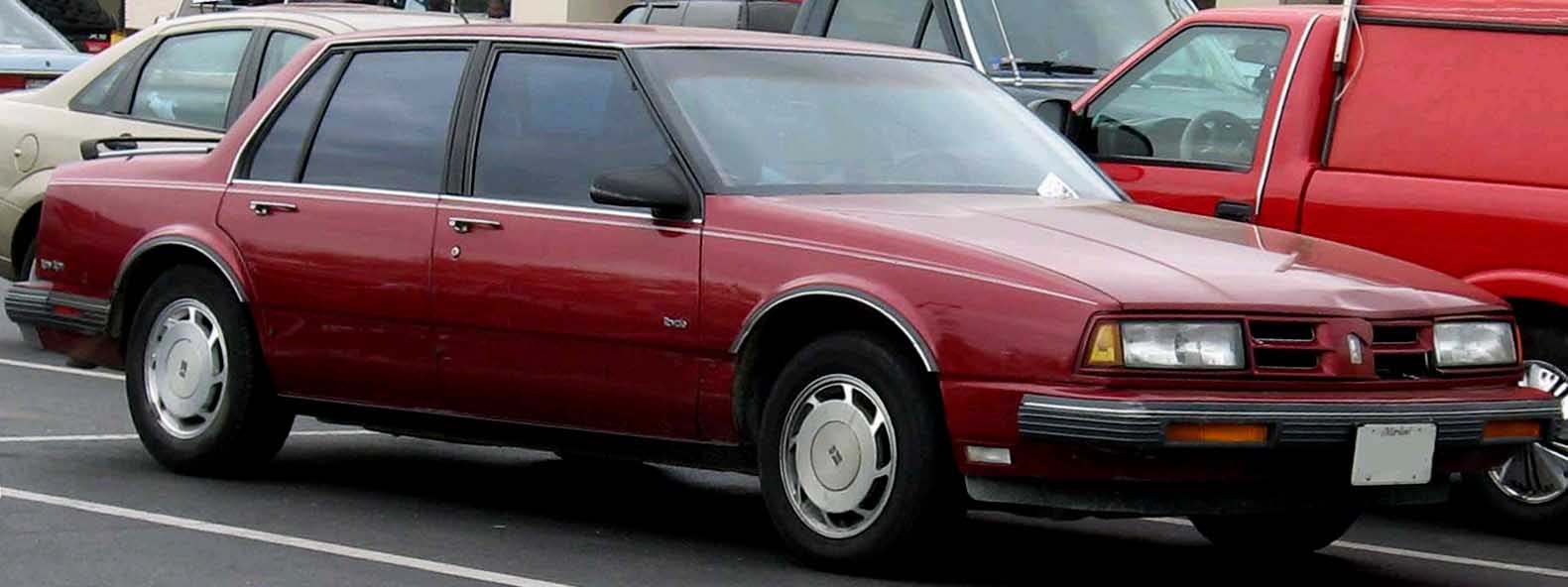
Eighty-Eight Royale (1991–1992)

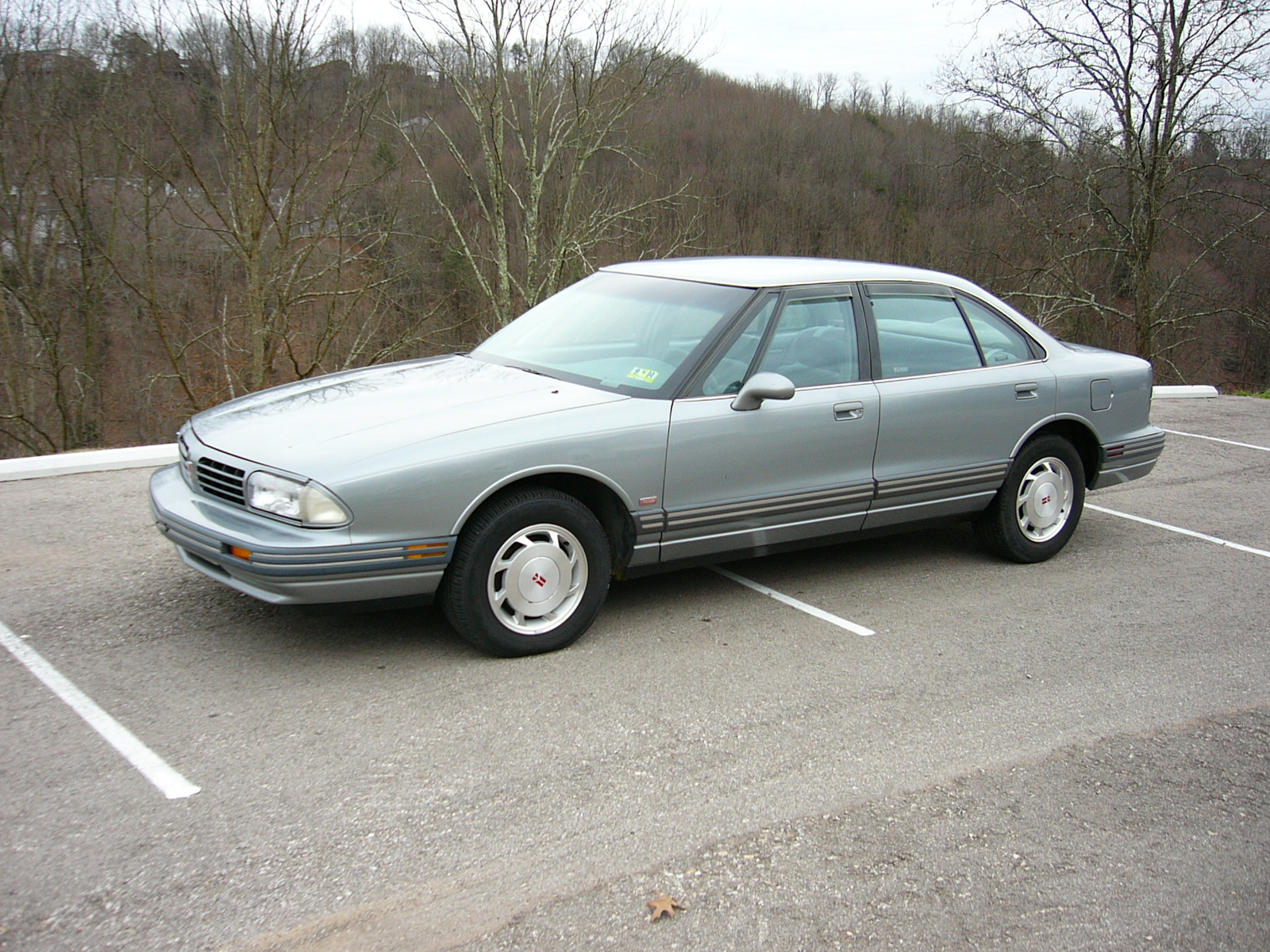
Eighty-Eight Royale (1992–1995)

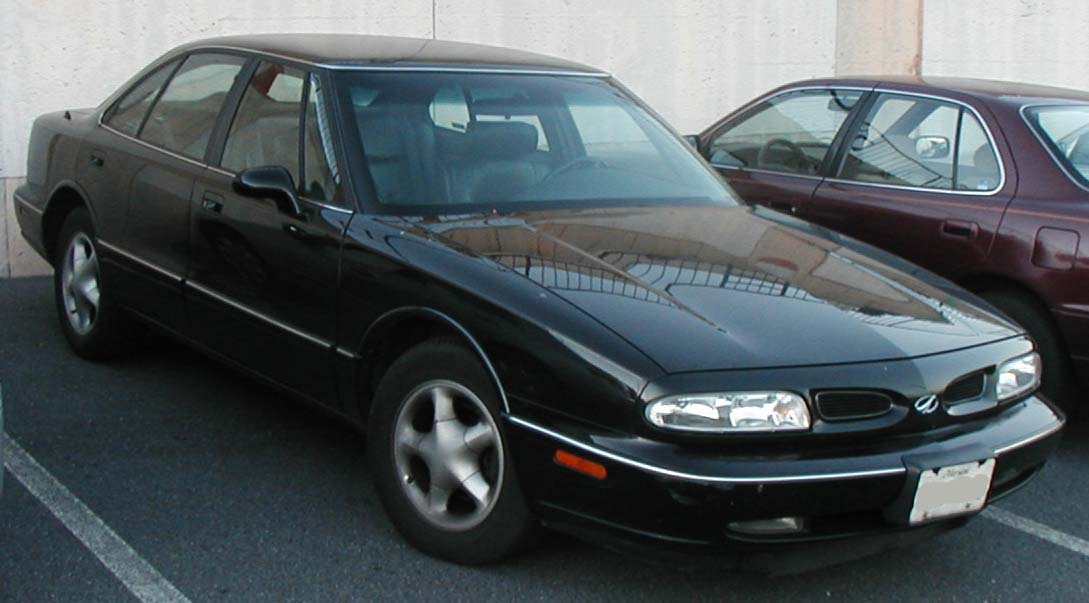
Eighty-Eight Royale LSS (1995–1999)

Nachdem bereits 1985 das Modell 98 auf Frontantrieb umgestellt wurde, folgte 1986 der Delta-88. Er war wesentlich kleiner dimensioniert als sein Vorgänger und besaß eine unauffällige Karosserie, die der der vorherigen Heckantriebsmodelle stark ähnelte. Der Delta-88 war in den Ausstattungslinien Royale und Royale Brougham als 2-türiges Coupé und 4-türige Limousine erhältlich. Angetrieben wurde er im ersten Jahr von einem V6-Motor mit 2966 cm³ Hubraum, der nur 125 bhp (93 kW) bei 4800 min−1 lieferte. Auf Wunsch war auch ein 3785 cm³ großer V6-Motor mit immerhin 140 bhp (104 kW) bei 4400 min−1 verfügbar, der von der Schwestermarke Buick stammte. Der Diesel war komplett aus der Motorenpalette verschwunden.
Im Folgejahr wurde der kleine Vergaser-V6 nicht mehr angeboten, weil er sich auch für den verkleinerten Wagen als zu schwach erwiesen hatte. Dem 3,8-Liter-Vergasermotor, der 1987 eine Leistung von 150 bhp (112 kW) lieferte, wurde eine Einspritzerversion zur Seite gestellt, die 165 bhp (123 kW) abgab. 1988 änderte sich wenig, 1989 fiel der Vergasermotor weg. Gleichzeitig wechselte die Bezeichnung der Wagen von „Delta 88“ zu „Delta Eighty-Eight“. Auch in den Modelljahren 1990 und 1991 waren keine wesentlichen Änderungen zu verzeichnen.
1992 wurde die Karosserie modernisiert. Das Coupé fiel weg, es gab nur noch die viertürige Limousine. Die Motorleistung stieg auf 170 bhp (127 kW). Die besser ausgestattete Limousine hieß nun Royale LS anstatt Royale Brougham und hatte serienmäßig ein ABS. In den beiden Folgejahren wurde die Modellreihe unverändert weitergebaut.
1995 führte man zu den beiden vorgenannten Modellen das Spitzenmodell Royale LSS ein. Der seit 1987 angebotene Einspritzmotor wurde gründlich überarbeitet und gab nun 205 bhp (153 kW) bei 5200 min−1 ab. Der Royale LSS wurde auf Wunsch auch mit einem Turbomotor gleicher Größe und 225 bhp (168 kW) ausgestattet. 1996 fiel dieser Turbomotor wieder weg und der Royale LSS wurde zu einer eigenen Baureihe. Die anderen Modelle bekamen ein leichtes Facelift. 1998 erhielten alle Delta Eighty-Eight serienmäßig ein ABS und ein elektronisch geregeltes vierstufiges Automatikgetriebe.
1999, im 50. und letzten Produktionsjahr des Eighty-Eight, waren keine Änderungen mehr zu verzeichnen. Ab 2001 beerbte der Aurora der zweiten Serie das Modell 88.